# 腺样体肥大
腺样体肥大是指腺样体的异常生长導致體積肥大。這一症狀於1868年由丹麥醫生威廉·迈耶在哥本哈根首次描述。異常肥大的腺样体可以變得像乒乓球那樣龐大，可能會导致鼻腔呼吸道的阻塞以及牙面生长异常。